# Улрих II фон Пфирт
Улрих II фон Пфирт (на немски: Ulrich II von Pfirt, на френски: Ulric II de Ferrette; † 1 февруари 1275) от Дом Скарпон, е херцог на Елзас, господар на Флоримонт, граф на Пфирт (Ферет) (1227).

## Живот
Той е син на граф Фридрих II фон Пфирт († 1234, убит) и втората му съпруга Хайлвиг фон Урах († сл. 1262), дъщеря на граф Егон V фон Урах „Брадатия“ († 1230) и графиня Агнес фон Церинген († 1239). Брат е на Лудвиг III фон Пфирт († 1236, Риети, Италия), граф на Пфирт (1227), Бертхолд фон Пфирт († 1262), епископ на Базел (1248 – 1262), и Албрехт/Адалберт фон Пфирт († сл. 1251), фогт на Мазмюнстер (1241). Сестра му Анна фон Пфирт е абатиса на Зекен (1260 – 1273).
Улрих II фон Пфирт подарява 1253 г. заедно с брат си епископ Бертхолд фон Пфирт цистерцинския женски манастир „Михелфелден“ до Базел.
Улрих II фон Пфирт умира на 1 февруари 1275 г. и е погребан във Фелдбах.

## Фамилия
Първи брак: с дьо Белвоар († пр. 1256). Те имат две деца:
- Фридрих дьо Ругемонт († сл. 1267), господар на Ругемонт (Ротенберг), женен за Гиле де Виен
- Агнес фон Пфирт († 1249), омъжена за Гюломе, комте де Виен († 1255)

Втори брак: сл. 1256 г. с Агнес дьо Верги († 1268), вдовица на Пиер I дьо Бофремонт († ок. 1240), дъщеря на Гиолом I дьо Верги († 1240) и Клеменца де Фувент-Фонтен-Франсез († сл. 1260). Те имат пет деца:
- Теобалд фон Пфирт († сл. 1309/между 4 декември 1310 и 7 февруари 1311, Базел), женен I. сл. октомври 1273 г. за Катарина фон Клинген († 1296), II. за Елмелине фон Бламонт († 1343)
- Лудвиг фон Пфирт († 1281) сеньор на Флоримонт, женен за графиня Гертруд фон Раполтщайн († сл. 1281)
- Аделхайд фон Балм († 1314), омъжена за граф Улрих I фон Регенсберг († 28 юли 1281)
- Стефани фон Пфирт († 23 септември 1276), омъжена за Конрад Вернер III фон Хатщат, фогт в Елзас, майор на Шлетщат († ок. 1324)
- Хайнрих фон Пфирт